# Fleetcor
Fleetcor Technologies, Inc. (NYSE: FLT) er en amerikansk udbyder af betalingsløsninger og forbrugsstyring. Deres løsninger benyttes i over 100 lande og de har 10.000 ansatte.